# Robert Christian Avé-Lallemant

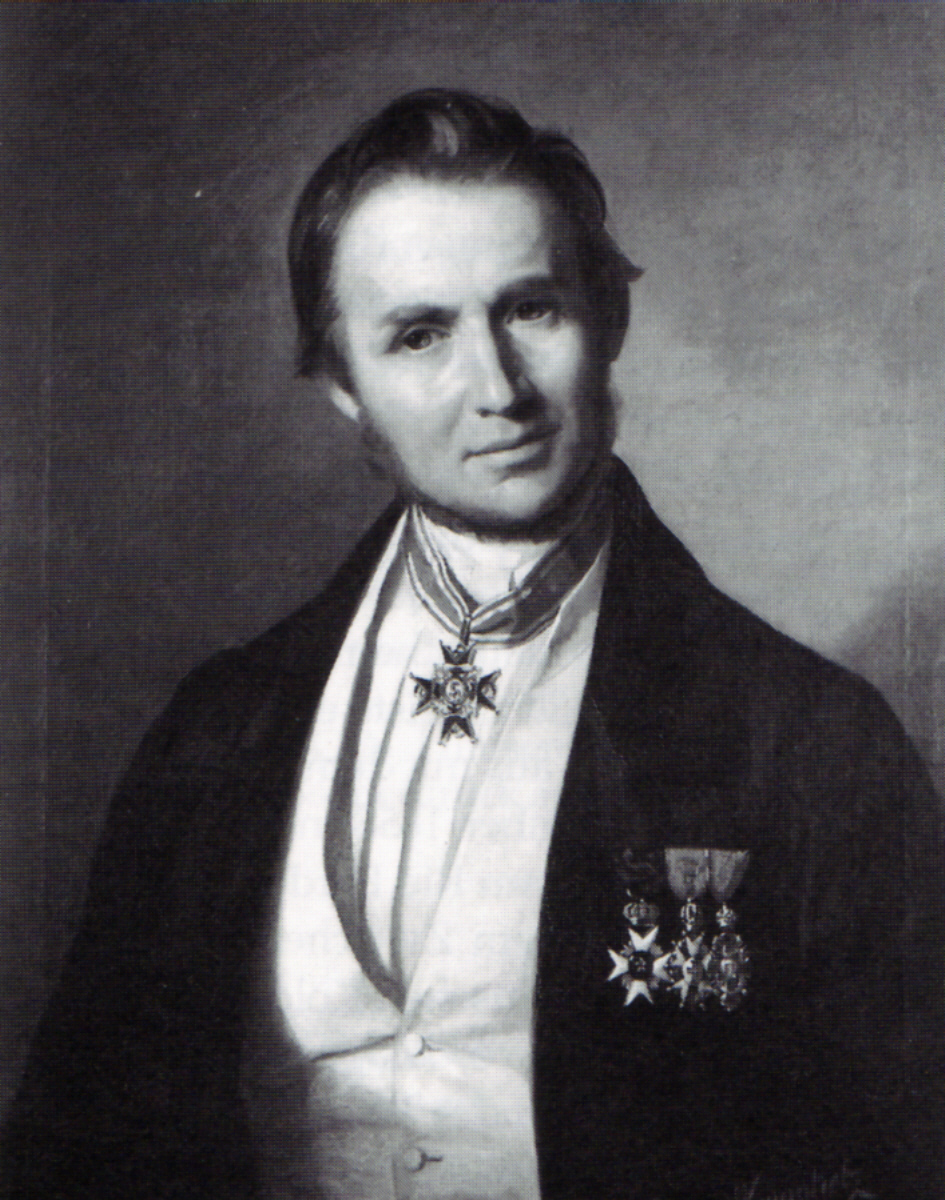
Robert Christian Avé-Lallemant, porträtiert von Ferdinand Krumholz

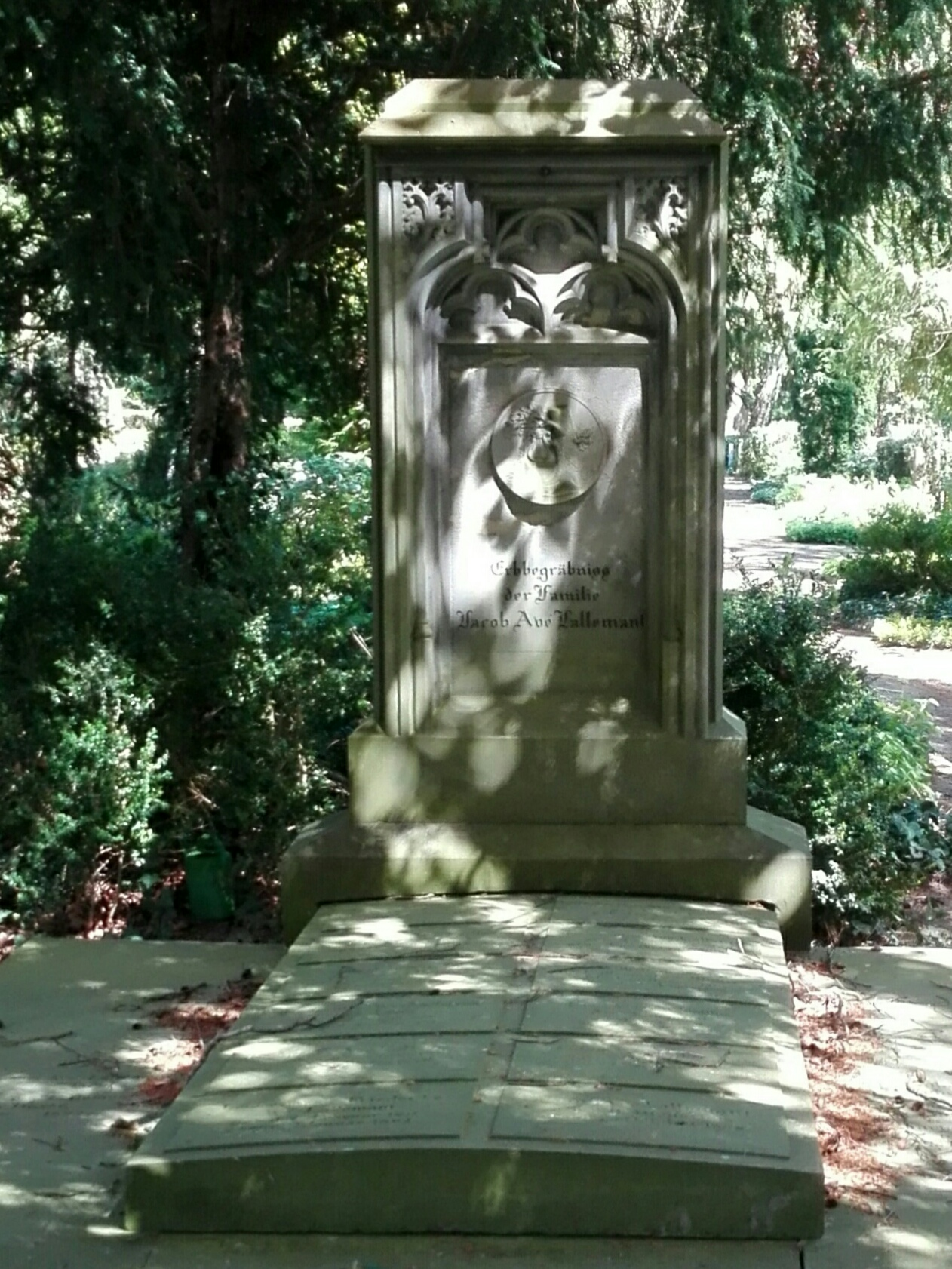
Familiengrab auf dem Burgtorfriedhof

Robert Christian Barthold Avé-Lallemant, auch Christoph Berthold (* 25. Juli 1812 in Lübeck; † 10. Oktober 1884 ebenda) war ein deutscher Arzt und Forschungsreisender. Er entstammte einer hugenottischen Familie aus Frankreich.

## Familiärer Hintergrund
Avé-Lallemant war der Sohn des Musikpädagogen Jacob Heinrich Avé-Lallemant und dessen Ehefrau Friederike Marie Canier. Der Kriminalist Friedrich Christian Benedikt Avé-Lallemant, der Musikkritiker und Musikschriftsteller Theodor Avé-Lallemant und der Pastor Friedrich Avé-Lallemant waren seine Brüder. Julius Léopold Eduard Avé-Lallemant war sein Cousin.

## Leben und Wirken
Gleich seinem Bruder besuchte er in seiner Heimatstadt das Katharineum zu Lübeck, das er Ostern 1833 mit dem Abitur abschloss. und wurde gleichzeitig durch seinen Vater musikalisch unterrichtet. Avé-Lallemant begann in Berlin Medizin zu studieren und wechselte später nach Heidelberg. Nach einem Auslandssemester in Paris beendete er erfolgreich sein Studium mit einer Promotion in Kiel.
1836 ließ er sich nach Brasilien anwerben und im darauffolgenden Jahr ließ er sich als praktischer Arzt in Rio de Janeiro nieder. Einige Jahre später betraute man Avé-Lallemant mit der Leitung eines Sanatoriums für Gelbfieber-Patienten. Als solcher wurde er noch im selben Jahr in den staatlichen Gesundheitsrat berufen.
1841 heiratete er in Rio de Janeiro Meta, eine Tochter des Moses Löwe. Mit ihr hatte er drei Kinder. Da seine Ehefrau das Klima Brasiliens nicht sehr vertrug, kehrte die Familie 1855 nach Lübeck zurück. Dort starb noch im selben Jahr seine Ehefrau. Nach dem obligaten Trauerjahr heiratete Avé-Lallemant am 11. April 1856 Ida Louise Löwe, die Schwester seiner Ehefrau. Mit seiner zweiten Ehefrau hatte er zwei Kinder.
In Lübeck kam er in Kontakt mit Alexander von Humboldt, der ihm die Teilnahme an der österreichischen Novara-Expedition nach Brasilien vermittelte. In Rio de Janeiro verließ Avé-Lallemant die Expedition und unternahm allein ausgedehnte Forschungsreisen durch das Land. Diese Forschungsreisen wurden von Kaiser Dom Pedro persönlich unterstützt.
1858/59 kehrte Avé-Lallemant wieder nach Lübeck zurück und eröffnete 1859 eine Praxis als praktischer Arzt. 1869 bekam er eine Einladung zu den Eröffnungsfeierlichkeiten des Sueskanals. 1871 starb seine zweite Ehefrau mit 54 Jahren und Avé-Lallemant heiratete im darauffolgenden Jahr Adamine Ulrike von Rosen.
Nicht nur bei der Erforschung Brasiliens hatte sich Avé-Lallemant einen Namen gemacht; durch ihn wurde das brasilianische Gesundheitswesen enorm gehoben.
Im Alter von 72 Jahren starb Robert Christian Avé-Lallemant am 10. Oktober 1884 in Lübeck.

## Werke
- Das gelbe Fieber, nach dessen geographischer Verbreitung, Ursachen, Verschleppbarkeit ... und anderen wissenschaftlichen Beziehungen. Breslau: Hirt 1857 (Digitalisat)
- Reise durch Süd-Brasilien im Jahre 1858. 2 Bände, 1859. (Band 1; Digitalisat), (Band 2; Digitalisat)
- Reise durch Nord-Brasilien im Jahre 1859. 2 Bände, 1860. (Band 1; Digitalisat), (Band 2; Digitalisat)
- Des Dr. Joachim Jungius aus Lübeck Briefwechsel: mit seinem Schülern und Freunden. Lübeck: Asschenfeldt 1863 (Digitalisat)
- Anson. Altona: Mentzel 1868 (Digitalisat)
- Meine Reise in Egypten und Unter-Italien. Leipzig (2) 1875.
- Yn Gudes namen: Das Leben des Dr. med. Joachim Jungius 1587-1657. Breslau: Hirt 1882 (Digitalisat)
- Wanderung durch die Pflanzenwelt der Tropen. 1880.